# Yvoir
Yvoir es un municipio de Valonia, en la provincia de Provincia de Namur, Bélgica. A 1 de enero de 2019 tenía una población estimada de 9167 habitantes.

## Geografía
Se encuentra ubicada al sureste del país, en la región natural de Condroz y esta bañada por el río Mosa al confluencia del río Bocq.

### Secciones del municipio
El municipio comprende los antiguos municipios, que se fusionaron en 1977:
| - Yvoir - Dorinne - Durnal - Évrehailles - Godinne - Houx - Mont - Purnode - Spontin |

## Demografía

### Evolución
Todos los datos históricos relativos al actual municipio, el siguiente gráfico refleja su evolución demográfica, incluyendo municipios después de efectuada la fusión el 1 de enero de 1977.

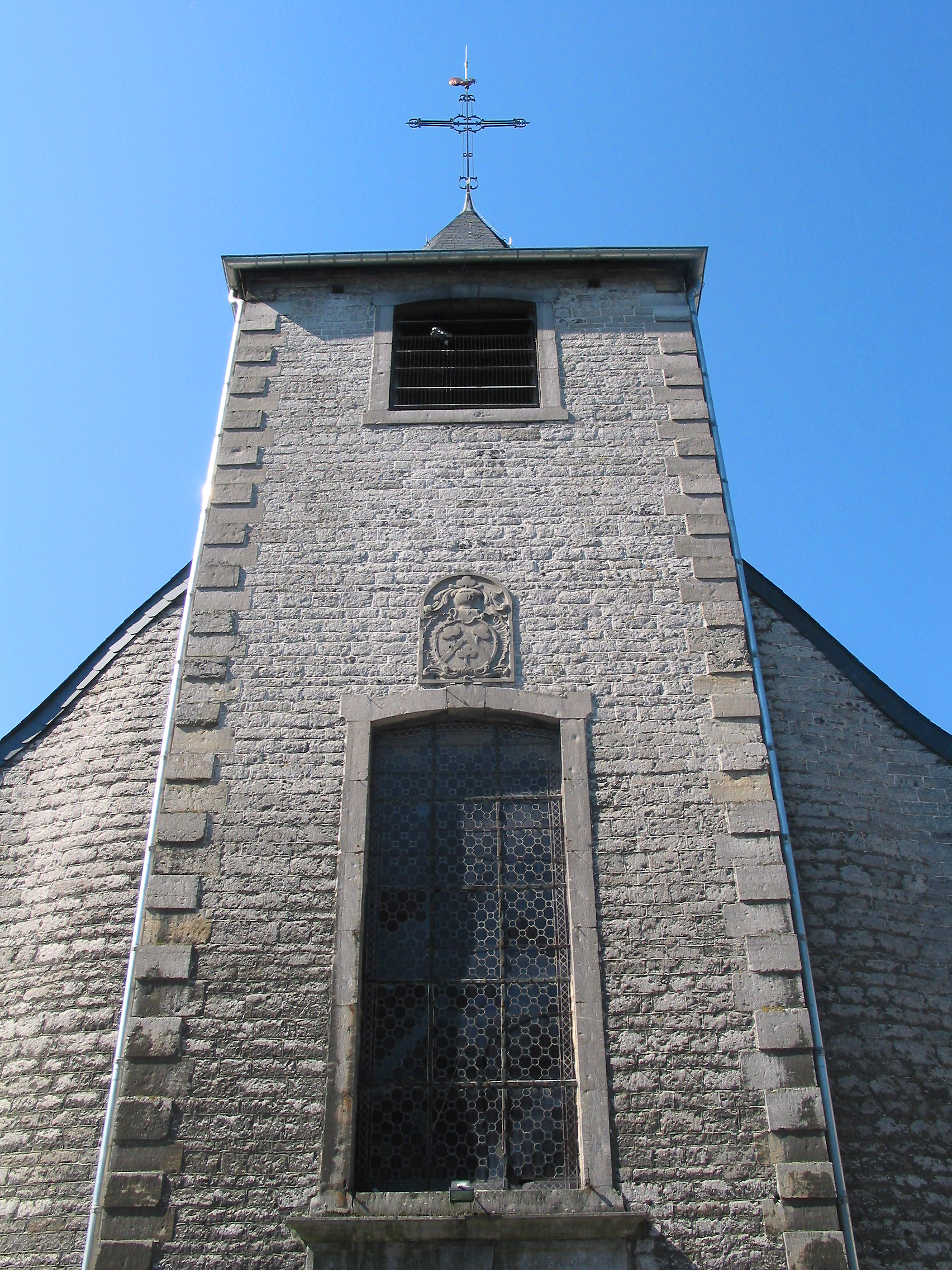
Yvoir, la Iglesia Saint-Eloi (1763).

| Gráfica de evolución demográfica de Yvoir entre 1846 y 2020 |
|                                                             |